# Acremma
Acremma é um gênero de traça pertencente à família Arctiidae. O género foi descrito por Emilio Berio em 1959.